# Roscoea praecox
Roscoea praecox es una hierba siempreverde que se encuentra en la provincia de Yunnan en la China. Como la mayoría de los miembros de la familia del jengibre (Zingiberaceae), a la que pertenece, son tropicales, pero R. praecox,  como todas las otras especies del género Roscoea, crece mejor en regiones montañosas frías. A veces, es usada como una planta ornamental en jardines.

## Descripción
Roscoea praecox es una hierba siempreverde. Como todos los miembros del género, se seca todo el año hasta un corto rizoma vertical, que es unido a raíces tubosas. Cuando empieza a crecer nuevamente,  "pseudopecíolos" son producidos: estructuras que se asemejan a los pecíolos, pero se forman por vainas firmemente unidas de sus hojas. Las flores aparecen antes que las hojas han crecido por completo. Las plantas normalmente tienen de 7 a 30 cm de altura. Las primeras 4 a 5 hojas consisten en solamente una vaina, tienen venas de color marrón. Las otras hojas,  que no crecem durante el período de floración, tienen un limbo foliar, con una lígula muy pequeña entre a vaina y el limbo.
En su hábitat natural, florece entre abril y junio. El pedúnculo de vara de la flor puede se ocultó o sobresaltado por las vainas de las hojas. Una a tres flores se abren juntas, y pueden tener diferentes colores como el morado, violeta o blanco. Las brácteas que subtienden flores tienen de 4 a 6,5 centímetros de longitud.
Tiene um estambre de color crema con esporas de aproximadamente 7 cm de longitud, formados a partir de tejido conjuntivo entre las dos cápsulas de la antera.

## Cultivo
Algunas especies del género son cultivadas en jardines rocosos. Ellas por lo general requieren una posición relativamente soleada, con retención de humedad pero en un suelo bien drenado. Ya que no aparecen arriba del suelo antes de la primavera o antes de los principios de verano, no sufrem daños por las heladas en las zonas donde ocurren temperaturas abajo cero. La especie fue plantada en los Jardines de Kew, donde floresce entre maio e julio.